# Kuril'skij rajon
Il Kuril'skij rajon (in russo Курильский городской округ?) è un rajon dell'Oblast' di Sachalin, nell'Estremo oriente russo. Istituito il 5 luglio 1946, ha come capoluogo Kuril'sk, ricopre una superficie di 5 145,9 km² ed ospitava nel 2018 una popolazione di 6 485 abitanti.

## Geografia
Il rajon comprende le isole della parte centrale della grande catena delle Curili: Simušir, Broutona, Čërnye Brat'ja, Urup e Iturup. Lo stretto di Diana (пролив Дианы), che separa a nord Simušir da Ketoj, divide il Kuril'skij rajon dal Severo-Kuril'skij rajon, mentre a sud di Iturup lo stretto di Ekaterina (пролив Екатерины) lo divide dal Južno-Kuril'skij rajon.